# Desierto del Sahara (ecorregión)
La ecorregión denominada Desierto del Sahara, definida por wwF, se extiende por Argelia, Chad, Egipto, Libia, Mali, Mauritania, Níger y Sudán, y forma parte de la economía.

## Descripción
Es una ecorregión de desierto que ocupa 4.639.900 kilómetros cuadrados en la zona central más árida del Sahara, donde la lluvia es mínima y esporádica, por debajo de los 25 mm anuales. La región se sitúa entre los 18º y los 30° norte; limita al norte y al oeste con la estepa del Sahara septentrional, al este con el desierto costero del mar Rojo y al sur con la estepa y sabana arbolada del Sahara meridional.
Cubre el noreste de Mauritania, el norte de Malí, Níger y Chad, el sur de Argelia, el centro y sur de Libia y Egipto y el noroeste de Sudán, con exclusión de varias depresiones salinas que forman parte del salobral del Sahara, la meseta del Tassili n'Ajjer, incluida en el monte xerófilo del Sahara occidental, el macizo del Tibesti y el monte Uweinat, que constituyen el monte xerófilo del macizo del Tibesti y el monte Uweinat, y el valle inferior del Nilo, que corresponde a la sabana inundada del delta del Nilo.
La superficie del desierto abarca desde grandes áreas de dunas de arena ( mar de dunas ), hasta mesetas de piedra ( hamadas ), llanuras de grava ( reg ), valles secos ( wadis) y salinas. El único río permanente que cruza la ecorregión es el río Nilo , que se origina en el este de África y desemboca hacia el norte en el mar Mediterráneo. Algunas áreas abarcan vastos acuíferos subterráneos que dan lugar a oasis , mientras que otras regiones carecen totalmente de reservas de agua.

## Flora
A causa de la escasez del agua, el Sahara está casi privado de flora. De la vegetación mediterránea que cubrió las montañas del Sahara antes de que se convirtiera en un desierto, quedan sólo adelfas y Cupressus dupreziana, generalmente cercanos a gueltas.
Las plantas están adaptadas al medio ambiente para reducir la evaporación y aumentar la absorción de agua: hojas muy pequeñas, raíces muy largas capaces de hundirse en las capas más húmedas del subsuelo (fabaceas arbóreas y algunas arbustivas, tamariscos), acumulación de agua en los tejidos y hojas recubiertas con cera (suculentas), capacidad de secarse y contraerse, volviendo a la "vida" (en realidad no muere) con la humedad (Anastatica), abosorber la linfa de las raíces de otras plantas (Cistanche), perder las hojas en caso de aridez y dejarlas crecer en temporada húmeda (zilla),convertir sus hojas en materia no comestible (Calotropis procera).
Podemos encontrar algunos arbustos aislados (tamariscos, acacias) en el lecho de los ríos. Los raros aguaceros pueden arrastrar el retoño (crecimiento) de un prado (pradera) flaco y temporal, el acheb, buscado (investigado) por los nómadas.
La palmera datilera, introducida por los árabes, es indispensable para la existencia del hombre en los oasis: los dátiles son un alimento muy energético, los troncos sirven para fabricar vigas, el follaje se utiliza para tejer cestas, cuerdas, esteras (trenzas) y el techo de las cabañas, además de proteger contra el Sol, los árboles frutales que, a su torre (vuelta), protegen los cultivos de hortalizas.

## Delimitación de la ecorregión
En 2001, WWF ideó las Ecorregiones Terrestres del Mundo  "una regionalización biogeográfica de la biodiversidad terrestre de la Tierra". La regionalización de 2001 dividió el desierto del Sahara en varias ecorregiones. La ecorregión del desierto del Sahara incluía el centro hiperárido del Sahara, y las montañas del Sahara más húmedas y los desiertos del sur, norte, este y oeste eran ecorregiones separadas.

## Fauna
Existen algunas especies de animales adaptadas al árido hábitat desértico de sahara, como el zorro del desierto, la gacela dama, la hubara, el corredor, la ganga senegalesa, la foca monje, el dromedario, diversos reptiles, entre otros. Especies extinguidas por los avatares históricos del territorio son el avestruz o el oryx.
En 2017, los autores del sistema de 2001 propusieron un sistema de ecorregión revisado para el Sahara. Dos nuevas ecorregiones, el desierto del Sahara Occidental y el desierto del Sahara Oriental , fueron designadas en el centro hiperárido. Las  Estepas y bosques nord-saharianos y los bosques y las ecorregiones de la estepa del sur del Sahara central pasaron a llamarse Estepa y sabana arbolada del Sahara meridional.